# Wherryita
La wherryita és un mineral de la classe dels sulfats. Rep el seu nom en honor d'Edgar Theodore Wherry (1885-1982), mineralogista i ecologista de plantes, president de la Societat Mineralògica d'Amèrica (1923).

## Característiques
La wherryita és un sulfat de fórmula química Pb₇Cu₂(SO₄)₄(SiO₄)₂(OH)₂. Cristal·litza en el sistema monoclínic.
Segons la classificació de Nickel-Strunz, la wherryita pertany a «07.BC: sulfats (selenats, etc.), amb anions addicionals, sense H₂O, amb cations de mida mitjana i gran», juntament amb els minerals següents: d'ansita, alunita, amonioalunita, amoniojarosita, argentojarosita, beaverita-(Cu), dorallcharita, huangita, hidroniojarosita, jarosita, natroalunita-2c, natroalunita, natrojarosita, osarizawaïta, plumbojarosita, schlossmacherita, walthierita, beaverita-(Zn), ye'elimita, atlasovita, nabokoïta, clorotionita, euclorina, fedotovita, kamchatkita, piypita, klyuchevskita, alumoklyuchevskita, caledonita, mammothita, linarita, schmiederita, munakataïta, chenita, krivovichevita i anhidrocaïnita.

## Formació i jaciments
Va ser descoberta a la mina Mammoth-Saint Anthony, a la localitat de Tiger, pertanyent al districte de Mammoth, al Comtat de Pinal, Arizona (Estats Units). També a Arizona, ha estat descrita en altres indrets, en concret als comtats de Mohave, Maricopa i al mateix comtat de Pinal. Fora d'aquest estat nord-americà, només ha estat descrita en tres països europeus: França, Àustria i Alemanya.